# Czerwonko
Czerwonko – przepływowe jezioro rynnowe, położone w mezoregionie Bory Tucholskie, w kompleksie leśnym Borów Tucholskich, w powiecie kościerskim województwa pomorskiego. 

## Charakterystyka
Akwen jest położony na wysokości 126,5 m n.p.m.. Jezioro jest połączone z obszarem jeziora Przywłoczno i z systemem dorzecza Wierzycy ("Obszar Chronionego Krajobrazu Doliny Wierzycy"). Najbliższą miejscowością jest leżąca na wschód od jeziora wieś Bartoszylas. Linia brzegowa jeziora jest zróżnicowana i porośnięta lasem sosnowym.
Powierzchnia całkowita: 22,42 ha, głębokość maksymalna: 7,6 m.